# Jembatan Besi
Jembatan Besi is een plaats (wijk - kelurahan) in het onderdistrict Tambora in het bestuurlijke gebied Jakarta Barat (West-Jakarta) in de provincie Jakarta, Indonesië. De plaats telt 31.335 inwoners (volkstelling 2010).